# Хилхенбах
Хилхенбах (њем. Hilchenbach) град је у њемачкој савезној држави Северна Рајна-Вестфалија. Једно је од 11 општинских средишта округа Зиген-Витгенштајн. Према процјени из 2010. у граду је живјело 15.920 становника. Посједује регионалну шифру (AGS) 5970020, NUTS (DEA5A) и LOCODE (DE HIH) код.

## Географски и демографски подаци
Хилхенбах се налази у савезној држави Северна Рајна-Вестфалија у округу Зиген-Витгенштајн. Град се налази на надморској висини од 360 метара. Површина општине износи 80,9 km². У самом граду је, према процјени из 2010. године, живјело 15.920 становника. Просјечна густина становништва износи 197 становника/km².

## Међународна сарадња
| Мјесто | Држава    | Врста сарадње | Од    |
| ------ | --------- | ------------- | ----- |
| Рујнен | Холандија | партнерство   | 1965. |
| Извор  |           |               |       |